# Хорват, Лукас
Лукас Марио Хорват (словен. Lucas Mario Horvat; род. 13 октября 1985, Буэнос-Айрес) — словенский футболист, полузащитник клуба «Алюминий».

## Карьера
Профессиональную карьеру начал в 2004 году в словенском клубе «Интерблок» который в то время именовался как «Фактор». После полугодичный аренды в 2006 году переходит в «Драву». В 2009 году вернулся в «Интерблок», через год перешёл в «Домжале». В 2012 году перешел в азербайджанский «Баку». В начале 2017 года подписал контракт с клубом «Окжетпес».

## Достижения
«Домжале»
- Обладатель Кубка Словении: 2010/11
- Обладатель Суперкубка Словении: 2011

«Баку»
- Обладатель Кубка Азербайджана: 2011/12